# Los Retes
Los Retes är en ort i Mexiko.   Den ligger i kommunen Mexquitic de Carmona och delstaten San Luis Potosí, i den centrala delen av landet, 400 km nordväst om huvudstaden Mexico City. Los Retes ligger 1 931 meter över havet och antalet invånare är 560.
Terrängen runt Los Retes är platt åt nordost, men åt sydväst är den kuperad. Runt Los Retes är det tätbefolkat, med 308 invånare per kvadratkilometer. Närmaste större samhälle är San Luis Potosí, 14,1 km sydost om Los Retes. Omgivningarna runt Los Retes är i huvudsak ett öppet busklandskap.